# Ruschein
Ruschein is een plaats en voormalige gemeente in het Zwitserse kanton Graubünden, behorend tot de gemeente Ilanz/Glion. Het telde eind 2013 als afzonderlijke gemeente 334 inwoners. In 2014 hield de gemeente Ruschein op te bestaan.
- Gemeinsame Normdatei: 4495921-7
- Historisch woordenboek van Zwitserland: 001443
- Library of Congress Control Number: n84222458
- Nationale Bibliotheek van Israël: 987007559926505171
- Virtual International Authority File: 130241587
- WorldCat: E39PBJhmFXFDmxFc8Fvw6BV9jC